# Heinz Schilchegger
Heinz Schilchegger (* 16. Oktober 1973 in Radstadt) ist ein ehemaliger österreichischer Skirennläufer, der auf die Disziplinen Slalom und Riesenslalom spezialisiert war. Im Alpinen Skiweltcup erzielte er einen Rennsieg und insgesamt 11 Podestplätze.

## Biografie
Der in Obertauern wohnende Salzburger kam 1990 zum ersten Mal in den ÖSV-Kader. In der Saison 1998/99 fuhr er mit zwei dritten Plätzen erstmals auf das Podest. Seine beste Saison war 2000/01, als er beim ersten Slalom der Saison in Park City seinen einzigen Weltcup-Sieg errang und insgesamt fünf zweite Plätze erzielte. Dadurch erreichte er Platz 2 in der Slalomwertung, Platz 5 der Riesenslalomwertung und Platz 6 in der Gesamtwertung. Bei den Alpinen Skiweltmeisterschaften 2001 in St. Anton am Arlberg kam Schilchegger auf Platz 6 im Riesenslalom, sowie auf Platz 4 im Slalom.
Am 9. Dezember 2001 zog sich Schilchegger im Riesenslalom von Val-d’Isère eine Seitenbandverletzung zu und fiel für den Rest der Saison 2001/02 aus. In den folgenden Saisonen konnte Schilchegger noch eingeschränkt an die früheren Erfolge anknüpfen. Er fuhr noch insgesamt zweimal als Drittplatzierter auf das Podium. 2002/03 wurde er nochmals Fünfter der Riesenslalom-Wertung, 2003/04 Sechster.
Am Anfang der Saison 2004/05 gab Schilchegger sein Karriereende bekannt.

## Erfolge

### Weltmeisterschaften
- St. Anton 2001: 4. Slalom, 6. Riesenslalom

### Weltcupwertungen
| Saison  | Gesamt | Gesamt | Riesenslalom | Riesenslalom | Slalom | Slalom |
| Saison  | Platz  | Punkte | Platz        | Punkte       | Platz  | Punkte |
| ------- | ------ | ------ | ------------ | ------------ | ------ | ------ |
| 1996/97 | 45.    | 171    | 17.          | 137          | 39.    | 34     |
| 1997/98 | 40.    | 218    | 14.          | 162          | 28.    | 56     |
| 1998/99 | 31.    | 243    | 11.          | 207          | 37.    | 36     |
| 1999/00 | 33.    | 251    | 10.          | 233          | 49.    | 18     |
| 2000/01 | 6.     | 730    | 5.           | 316          | 2.     | 414    |
| 2001/02 | 78.    | 54     | 51.          | 6            | 32.    | 48     |
| 2002/03 | 20.    | 443    | 5.           | 249          | 11.    | 194    |
| 2003/04 | 26.    | 340    | 6.           | 210          | 20.    | 130    |

### Weltcupsiege
Schilchegger errang 11 Podestplätze, davon 1 Sieg:
| Datum             | Ort       | Land | Disziplin |
| ----------------- | --------- | ---- | --------- |
| 19. November 2000 | Park City | USA  | Slalom    |